# Samsung Galaxy Store
Samsung Galaxy Store (früher Galaxy Apps, davor Samsung Apps) ist ein App Store und die gleichnamige Software des Unternehmens Samsung, die standardmäßig auf Samsung-Smartphones ausgeliefert wird. Der Galaxy Store Deutschland bietet über 10.000 Apps (Stand 29. Juli 2011) für Galaxy-Smartphones an. Weltweit sind mehr als 13.000 Apps verfügbar. Außerdem können Watchfaces für Samsung-Smartwatches bezogen werden.
Laut Yvonne Birkel aus dem PR-Team von Samsung sind 11.750 Apps für das bada-Betriebssystem verfügbar. Der größte Teil (7.185 Apps) ist kostenpflichtig, 4565 Apps sind dagegen kostenlos. In Prozent ausgedrückt, sind 61 % kostenpflichtig, 39 % kostenlos.
Nicht zu verwechseln sind Galaxy Apps für Smartphones mit Samsung Apps für Smart-TV-Geräte, einem ähnlichen Dienst für internetfähige Fernsehgeräte.

## Geschichte
Der Store startete im September 2009 in Großbritannien, Frankreich, Italien und Deutschland. Inzwischen ist der Store in über 100 weiteren Ländern verfügbar. Das Angebot der Apps ist weltweit verschieden und variiert von Land zu Land.
2019 wurde der Name zu Galaxy Store geändert. Der App Store erhielt außerdem ein neues Design im OneUI-Stil.

## Programmkategorien
Galaxy Apps bietet Anwendungen in folgenden Kategorien (Stand 28. Oktober 2011):
| Kategorie          | Verfügbare Applikationen | Anteil |
| ------------------ | ------------------------ | ------ |
| Unterhaltung       | 1226                     | 8,5 %  |
| Bildung/E-Book     | 742                      | 5,2 %  |
| Spiele             | 2563                     | 17,8 % |
| Gesundheit/Fitness | 691                      | 4,8 %  |
| Lifestyle          | 54                       | < 1 %  |
| Musik/Videos       | 228                      | 1,6 %  |
| News/Magazine      | 357                      | 2,5 %  |
| Navigation         | 217                      | 1,5 %  |
| Produktivität      | 416                      | 2,9 %  |
| Nachschlagewerke   | 883                      | 6,1 %  |
| Soziale Netzwerke  | 156                      | 1,1 %  |
| Reisen             | 41                       | < 1 %  |
| Theme              | 5440                     | 37,8 % |
| Hilfsprogramme     | 1344                     | 9,3 %  |
| Marke              | 6                        | < 1 %  |
| Handmark Apps      | 28                       | < 1 %  |

## Kompatibilität
Unterstützt werden:
- alle Smartphones der Wave-Reihe mit Samsungs Bada-Betriebssystem
- alle Android-Smartphones der Galaxy-Reihe
- alle Galaxy Tablets mit Android
- alle Samsung Smartwatches

## Erfolg
Am 22. September 2010 verkündete Samsung, dass nach einem Jahr in Europa mehr als 10 Millionen Downloads erfolgten. Ein halbes Jahr später, am 24. März 2011, wurden bereits 100 Millionen Downloads verzeichnet.